# Effirth Voe

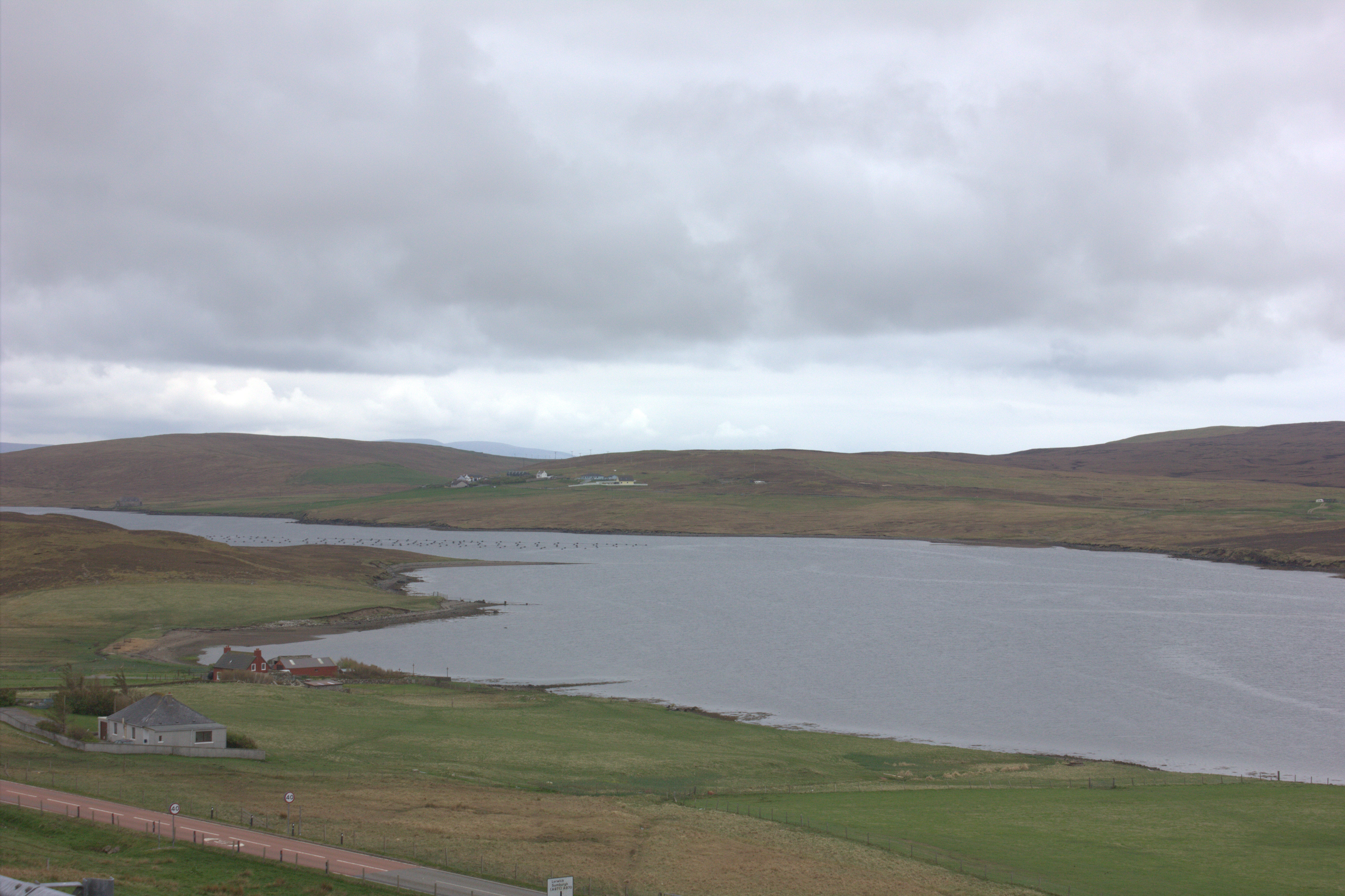
Blick auf die Voe in südlicher Richtung

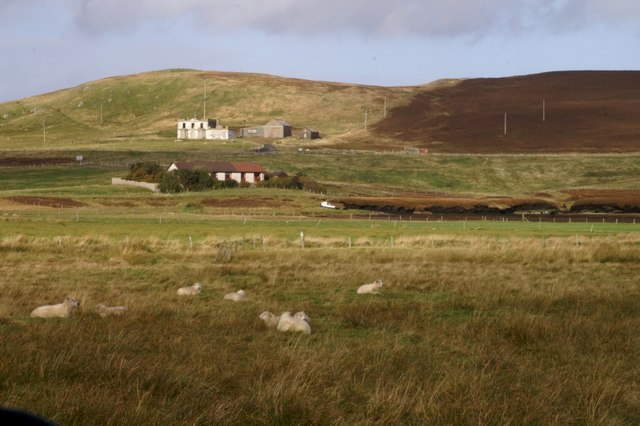
Zufluss der Bucht von Nordwesten

Die Effirth Voe ist eine Bucht (Voe), die im Südwesten der zu Schottland zählenden Shetlands liegt.

## Geographie
Die Effirth Voe ist eine kleine, flache Bucht, die im Westen von Mainland einige Kilometer nördlich der südlichen Küste der Insel liegt. Die Ortschaft Effirth liegt an ihrem westlichen Ufer. Die Effirth Voe ist eine von mehreren, die untereinander in Verbindung stehen, damit Wasser ins Meer gelangen kann, und zugleich die am weitesten entfernt gelegene. Die nächste im Südosten ist die Bixter Voe.

## Historisches
Im Rahmen der historischen Gliederung Schottlands in Civil Parishes zählt die Effirth Voe zu Sandsting.